# April McClain-Delaney

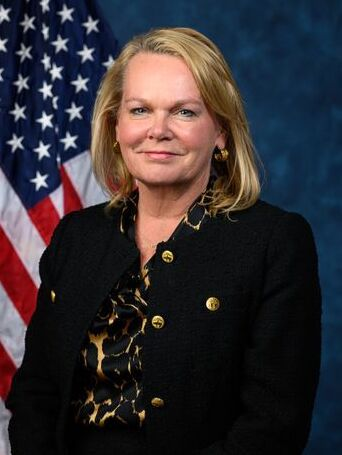
April McClain-Delaney

April McClain-Delaney (* 25. Mai 1964 in Buhl, Idaho) ist eine US-amerikanische Politikerin der Demokratischen Partei. 2024 wurde sie im 6. Kongresswahlbezirk von Maryland in das Repräsentantenhaus der Vereinigten Staaten gewählt.

## Leben
April McClain-Delaney wurde 1964 in Buhl in Idaho als zweite Tochter eines Kartoffelbauern geboren. Sie absolvierte ihr grundständiges Studium in Kommunikationswesen an der Northwestern University 1986. Drei Jahre später beendete sie 1989 erfolgreich ihr Jurastudium an der Georgetown University.
Nach dem Abschluss des Jurastudiums war sie bis 1993 in der Kanzlei Cohn and Marks tätig. Von 1993 bis 1998 war sie in der Rechtsabteilung von Loral Space & Communications beschäftigt. 1998 war sie Mitgründerin des Unternehmens USAT, sie arbeitete dort bis 2000. Von 2006 bis 2022 war sie Direktorin der Niederlassung von Common Sense Media in Washington, D.C. Sie wurde 2022 Deputy Assistant Secretary in der National Telecommunications and Information Administration und blieb dies bis 2023.
Sie ist mit dem Politiker John Delaney verheiratet und hat vier Kinder.

## Politik
Nachdem David Trone nicht in der Wahl zum Repräsentantenhaus 2024 kandidierte, sondern als US-Senator kandidierte, trat sie in dem 6. Kongresswahlbezirk für das Repräsentantenhaus an. Die Vorwahl bei den Demokraten im Mai konnte April McClain-Delaney mit 40,4 % für sich entscheiden. Obwohl der Wahlkreis als sicher für Demokraten galt, wurde es laut Meinungsumfragen eine enge Wahl zwischen ihr und dem Republikaner Neil Parrott. McClain Delaney gab mehr als das Vierfache für ihren Wahlkampf aus als ihr republikanischer Rivale. Hierbei gab sie mehr als 4 Millionen Dollar zu ihrer Wahlkampagne und warb knapp eine Million Dollar an Wahlkampfspenden an. Bei der Stimmabgabe im November erhielt sie schließlich 53,2 % der Stimmen im 6. Kongresswahlbezirk und wurde in den 119. Kongress gewählt.
Ihre aktuelle Legislaturperiode im Repräsentantenhaus des 119. Kongresses dauert noch bis zum 3. Januar 2027.